# Epidesma endodasia
Epidesma endodasia là một loài bướm đêm thuộc phân họ Arctiinae, họ Erebidae.